# Ectropis bhurmitra
Ectropis bhurmitra là một loài bướm đêm trong họ Geometridae.